# Roberto Campiotti
Roberto Campiotti (Varese, 31 ottobre 1955) è un vescovo cattolico italiano, dal 12 gennaio 2022 vescovo di Volterra.

## Biografia
È nato a Varese, città capoluogo di provincia nell'arcidiocesi di Milano, il 31 ottobre 1955 da Ambrogio e Marisa Antonetti. È cugino del regista Giacomo Campiotti.

### Formazione e ministero sacerdotale
Dopo aver ricevuto l'istruzione primaria, ha continuato quella secondaria presso il liceo scientifico, ottenendo il diploma nel 1974. Sentendo maturare la vocazione al sacerdozio, è entrato nel seminario arcivescovile, frequentando contemporaneamente la Facoltà teologica dell'Italia settentrionale, dove ha poi conseguito il baccalaureato in teologia.
Il 10 dicembre 1978 è stato ordinato diacono, nella basilica di San Vittore a Varese, dal cardinale Giovanni Colombo, arcivescovo di Milano, mentre il 16 giugno 1979 è stato ordinato presbitero, nella cattedrale di Milano, dal vescovo ausiliare Bernardo Citterio, rettore maggiore dei seminari dell'arcidiocesi ambrosiana, poiché il cardinale Colombo era convalescente dopo un ictus che lo aveva colpito nel mese di maggio dello stesso anno.
Dopo l'ordinazione è stato nominato vicario parrocchiale della chiesa dei Santi Filippo e Giacomo a Laveno-Mombello, dove è rimasto per undici anni; al contempo è divenuto docente di religione nelle scuole medie fino al 1981, anno in cui è passato all'insegnamento nei licei per i successivi quattordici anni. Intanto, è stato trasferito prima come viceparroco della chiesa di San Francesco di Sales a Milano, nel 1990, e poi della chiesa di San Giulio a Cassano Magnago, nel 1992.
Nel 1995 è stato trasferito a Sumirago, dove è stato parroco della chiesa di San Lorenzo e poi, dal 1997 anche della chiesa di San Siro in Albusciago, diventando così responsabile dell'unità pastorale Sumirago-Albusciago. Nel 2006 è stato nominato responsabile della neonata comunità pastorale "San Benedetto" in Sumirago, comprendente, oltre le due parrocchie citate, anche quelle di San Giovanni Evangelista a Caidate, di San Vincenzo a Menzago e dei Santi Pietro e Paolo a Quinzano San Pietro.
Infine, nel 2010 è stato chiamato a Roma per diventare rettore del Collegio ecclesiastico internazionale San Carlo Borromeo, ricoprendo anche il ruolo di primicerio dell'Arciconfraternita dei Santi Ambrogio e Carlo, con sede nell'omonima basilica; ha ricoperto tali uffici, dopo due rinnovi nel 2014 e nel 2018, fino alla promozione all'episcopato.

### Ministero episcopale
Il 12 gennaio 2022 papa Francesco lo ha nominato vescovo di Volterra; è succeduto ad Alberto Silvani, dimessosi per raggiunti limiti di età. Il 26 febbraio ha ricevuto l'ordinazione episcopale, nella cattedrale di Milano, dall'arcivescovo Mario Delpini, co-consacranti i vescovi Alberto Silvani, suo predecessore, e Paolo Martinelli, ausiliare di Milano. Il 27 marzo ha preso possesso della diocesi di Volterra.

## Genealogia episcopale
La genealogia episcopale è:
- Cardinale Scipione Rebiba
- Cardinale Giulio Antonio Santori
- Cardinale Girolamo Bernerio, O.P.
- Arcivescovo Galeazzo Sanvitale
- Cardinale Ludovico Ludovisi
- Cardinale Luigi Caetani
- Cardinale Ulderico Carpegna
- Cardinale Paluzzo Paluzzi Altieri degli Albertoni
- Papa Benedetto XIII
- Papa Benedetto XIV
- Papa Clemente XIII
- Cardinale Enrico Benedetto Stuart
- Papa Leone XII
- Cardinale Chiarissimo Falconieri Mellini
- Cardinale Camillo Di Pietro
- Cardinale Mieczysław Halka Ledóchowski
- Cardinale Jan Maurycy Paweł Puzyna de Kosielsko
- Arcivescovo Józef Bilczewski
- Arcivescovo Bolesław Twardowski
- Arcivescovo Eugeniusz Baziak
- Papa Giovanni Paolo II
- Cardinale Carlo Maria Martini, S.I.
- Cardinale Dionigi Tettamanzi
- Arcivescovo Mario Delpini
- Vescovo Roberto Campiotti